# Bunyevácok

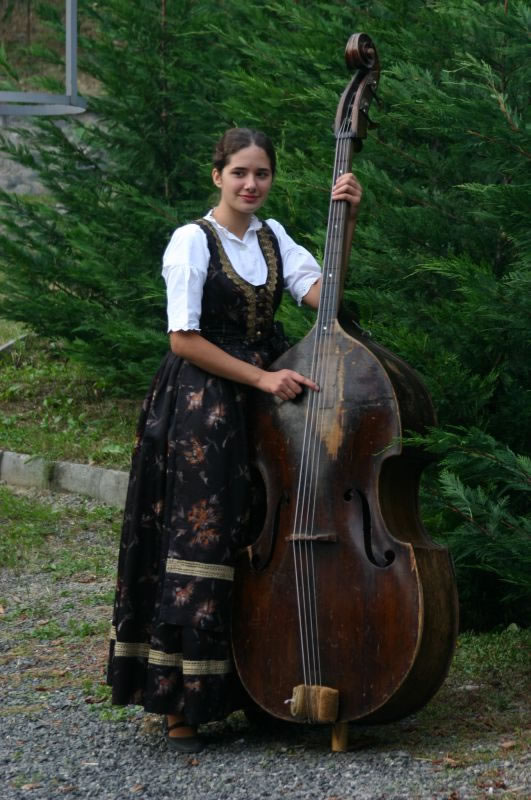
Bunyevác lány népviseletben

A bunyevácok (horvátul: Bunjevci, szerbül: Буњевци) délszláv népcsoport a Bácskában. Magyarországon elsősorban Baja környékén, a Vajdaságban főleg Szabadka, Zombor, Bács városokban és vidékein élnek jelentősebb számban, valamint Zenta környékén.
Hagyományosan római katolikus vallásúak. Korábbi források néha katolikus rácok néven különböztetik meg őket az ortodox szerbektől, de előfordult a dalmata (Szeged) és illír megnevezés is. Nyelvük és szokásaik alapján megállapítható, hogy Dalmáciából és Hercegovina vidékeiről települtek be a török hódoltság alatt lévő Magyarország elnéptelenedett területeire. A bunyevác beszédet Szerbiában 2018 óta hivatalosan is elismerik mint szabványosított dialektust. Magyarországon és Horvátországban a horvát nyelv egyik nyelvjárásaként tartják számon, hasonlóképpen azokhoz a dialektusokhoz, amelyeket a bunyevácok őshazájában ma is beszélnek (hercegovinai, illetve dalmáciai horvát nyelvjárás).

## Bunyevácok lakta települések
A bunyevácok főleg a Bácskában telepedtek meg nagyobb számban, legnépesebb közösségeik Baján, Bácson, Szabadkán és Zomborban éltek. Korábban Szegeden is jelentős bunyevác népesség élt, kisebb csoportjaik pedig Pest megyében is szétszóródtak: Ercsi, Érd-ófalu, Százhalombatta, Tököl. 
A horvátországi Zengg városban állandó bunyevác néprajzi kiállítása őrzi kultúrájukat.

### Magyarország
- Aljmaš, Bačalmas (Bácsalmás)
- Baćin (Bátya)
- Baja
- Baškut (Vaskút)
- Baračka (Nagybaracska)
- Bikić (Bácsbokod)
- Boršot (Bácsborsod)
- Budim (Buda)
- Čatalja (Csátalja)
- Čavolj (Csávoly)
- Čikerija (Csikéria)
- Čikuzda (Sükösd)
- Dautovo (Dávod)
- Dudvar (Nemesnádudvar)
- Đurić (Bácsszentgyörgy)
- Dušnok (Dusnok)
- Gara
- Gornji Sveti Ivan (Felszőszentiván)
- Hajoš (Hajós)
- Jankovac (Jánoshalma)
- Kaćmar (Katymár)
- Kalača (Kalocsa)
- Kelebija (Kelebia)
- Kunbaja (Kunbaja)
- Madaraš (Madaras)
- Matević (Mátételke)
- Miljkut (Mélykút)
- Monoštor (Bátmonostor)
- Pečuj (Pécs)
- Rim (Rém)
- Segedin (Szeged)
- Siget (Szigetvár)
- Srimljani (Szeremle)
- Santovo (Hercegszántó)
- Tompa (Tompa)
- Tukulja (Tököl)
- Vancaga (Bajaszentistván)
- Vodeni Grad, Budimpest (Víziváros (Budapest, I. kerület)

### Szerbia
- Bajmok
- Bikovo (Békova)
- Čonoplja (Csonoplya)
- Đurdin (Györgyén)
- Ljutovo (Mirgeš bunyevác nyelvjárásban, Mérges magyarul)
- Mala Bosna (Kisbosznia)
- Svetozar Miletić (Lemeš bunyevác nyelvjárásban, Nemesmilitics magyarul)
- Novi Sad (Újvidék)
- Pačir (Pacsér)
- Palić (Palics, Palicsfürdő)
- Sombor (Zombor)
- Subotica (Szabadka)
- Tavankut (Tavankút)
- Verušić
- Žednik (Nagyfény)

## Történelem és kultúra

A 17. század keresztlevelei főleg dalmaták néven említik az Alföld katolikus vallású délszláv lakosságát. A bunyevácok körében ekkor még erősen élt származásuk helyének tudata. Belső-Dalmácia tengerhez közeli vidékein és a Velebit-hegység vidékein (Horvátország) ma is élnek népcsoportok, amelyeknek tagjai szintén bunyevácnak tartják magukat. Ezeken a vidékeken a családi nevek gyakran megegyeznek a Bácskában élő bunyevácok családi neveivel.
A Magyarországon megtelepült bunyevácok kultúrája lényegesen módosult a betelepülést követő évszázadok során. Ez elsősorban megélhetési körülményeik radikális megváltozásának tudható be. A szerbektől eltérően a bunyevácok viszonylag korán felhagytak a Katonai határőrvidék kínálta zsoldoskodás lehetőségével, és már a vármegyerendszer teljes visszaállítását megelőzően (1870) előszeretettel foglalkoztak földműveléssel és állattenyésztéssel a rendkívül termékeny Bácskában.
A bunyevácok jelentős szerepet játszottak a vidék polgárosodásában is, például Bácska településeinek mezőváros majd szabad királyi város címeinek elnyerésében.
Az 1848–49-es forradalom és szabadságharc idején, a szerbek és a Drávától délre élő horvátok többségétől eltérően, a bunyevácok együtt harcoltak a magyarokkal, aminek köszönhetően Szabadka magyar kézen maradt az 1848–49-es forradalom idején. A döntő ütközetre Kaponya völgynél került sor, ahol a város akkoriban még többségében bunyevác lakosságának sikerült megállítani a Zomborból Szeged felé tartó szerb csapatokat.

## Asszimiláció és nemzeti tudat
A magyar lakosság folyamatos délvidéki visszatelepülésének következtében a bunyevác nyelv jelentősen módosult: számos magyar és német jövevényszóval bővült és erőteljesen magyaros hanglejtésűvé vált (ez valamelyest vonatkozik a délvidéki szerbek nyelvére is). A bunyevácok elmagyarosodása a kiegyezést (1867) követő években meglepő méreteket öltött, és ez nem csak a természetes asszimiláció következménye volt, hanem a késő 19. századi Magyarország nemzetiségpolitkai „sikere” is.
Az erőszakos magyar nemzetiségpolitika ellenreakciójaként, főleg a bunyevác származású katolikus papság tevékenysége nyomán, számos bunyevác nyelvű sajtótermék jelent meg. A bunyevác származású Antunovich János kalocsai címzetes püspök imakönyveket, újságot, vallásos évkönyvet adott ki bunyevác nyelven („Bunjevačke i šokačke novine”, „Neven”, „Danica”). Több bunyevác kultúregyesület is alakult. A Dužijanca nevű aratóünnepség a bunyevácok népszerű vallási és kulturális ünnepévé vált.
Az első világháború végén Bácska déli része (és Dél-Bácskával a bunyevác népesség jelentős része is) a Szerb–Horvát–Szlovén Királysághoz (1929-től Jugoszlávia) került. Többnyire a horvát fővárosban és a szlavóniai Diakóvárott képzett katolikus klérus befolyásának következtében a bunyevácok körében megerősödik a horvát nemzethez tartozás tudata.
A két világháború között a bunyevác és sokác kisebbség önálló olvasókönyvből tanulhatott, a legnagyobb iskolájuk Katymáron volt, de oktatták a nyelvet Baján és a környékbeli településeken is, a tanulók létszámától függően. 
A második világháború után Jugoszláviában Josip Broz Tito eltörölte a bunyevác nemzetiséget Jugoszláviában, amit a Magyar Népköztársaság is elfogadott, így megkezdődött a délszláv népcsoportok erőszakos nyelvi asszimilációja. A magyarországi iskolákban a bunyevác nyelv oktatását horváttal helyettesítették, így a korábban bunyevácul tanulók áttértek a magyar vagy horvát, esetleg szerb nyelvű oktatásra. A katymári iskola neve délszláv iskola lett.

## Címer, zászló és himnusz
A bunyevác címert 1605-ben adományozta a Habsburg-házi II. Rudolf (1576–1608) magyar király és német császár. Adománylevél szentesítette a címer használatát.
A címer iránti folyamodványban kérik, hogy biztosítsák a bunyevácok védelmét, garantálják szabadságukat. A legenda szerint a címeren szereplő Szent György és Szent János azonos korban éltek, szentté avatásuk előtt a bunyevácság vezéregyéniségeiként voltak ismeretesek. Példamutató cselekedeteikkel a bunyevácok történelmére is hatást gyakoroltak. A címerkérők a következők voltak: Damjan Krmpotić, a bunyevác közösség vezetője, likai főkapitány, mint előterjesztő, Tadije Krmpotić, Milašina Skorupović, Ivan Krnčević és Radoja Pečenica magas rangú tisztek. Mindez Hreljin városban történt. A címert a horvátországi Senji Városi Múzeumban őrzik. A címeradományról először Károly Árpád tudósított 1890-ben. 
A kerektalpú pajzs (címer) középütt függőlegesen képzeletben felezett kék mezejében védőszentjeik: jobbról Szent György, balról Keresztelő Szent János teljes nagyságban látható. Szent György lovagot és vitézt díszes páncélruhában ábrázolták, kardjával az oldalán. A fején sisak a díszével. Szent János a korabeli hittérítő keresztelő vörös színű ruhában (tunika), bal kezében latin kereszt, jobbjában könyv. Mindkettő glóriával ékesítve. A pajzs alsó mezeje, a pajzsláb zöld színű. Ezt a zöld mezőt egy keskeny fehér pólya vízszintesen metszi, mely a Buna folyót szimbolizálja. A felső hullámos zöld pólya az erdőt jelenti, mely e nomád pásztornépet számos költözködése során kíséri végig. 
A Szerbiában élő bunyevácok, akik önálló nemzetiségként nyertek elismerést, a fentitől eltérő címerrel és zászlóval rendelkeznek.
A magyarországi bunyevácok 1879 óta a Kolo igra… című megzenésített dalukkal nyitják rendezvényeiket, mely a köztudatban himnuszukként ismert. Zászlajuk fehér-égszínkék színű, a 19. század végéről származik. 
A bunyevác tájház Bajaszentivánon 1979 óta működik. 2018-ban megalakult Baján a Bunyevác Kulturális Intézet, alapítója a bajai születésű, magát bunyevácnak valló Obádovics J. Gyula matematikaprofesszor, Baja város díszpolgára. Az intézet célja a bunyevác népcsoport kultúrájának és történetének feltárása, felfrissítése, megőrzése, ápolása és bemutatása. Népszerűsítésével fennmaradása, átmentése, az élőknek emlékezetül, az utókornak megőrzésre, az elhunytak tiszteletére.

## A „bunyevác kérdés”

### Szerbiában
Az 1990-es évek balkáni háborúinak idején a Szerbiához tartozó Bácska bunyevácainak jelentős része nem horvátnak, hanem jugoszlávnak vallotta magát, ami a Horvátországgal háborút viselő Szerbiában semleges álláspontnak minősült. A jugoszláv megjelölés, mint nemzetiségi kategória, nagy általánosságban csak annyit jelent, hogy délszláv.
A 2002-es népszámláláskor Szerbiában a bunyevác megjelölés már önálló nemzetiségi kategóriaként jelenik meg. Összesen 20 012 személy vallotta magát bunyevácnak Szerbiában, és 70 602-en horvátnak. Nem minden bunyevác vallja magát horvátnak, viszont a hagyományosan bunyevácok által lakott területeken a horvátok rendszerint bunyevácnak is tartják magukat.
A bunyevácok elismerését önálló nemzeti kisebbségként Szerbiában a vajdasági horvátok a horvát nép további megosztására tett politikai kísérletnek tekintik. Azokon a településeken, ahol bunyevác származású horvátok élnek a Vajdaságban, a már meglévő horvát önkormányzati és kulturális intézmények mellé szerb állami támogatással bunyevác nemzetiségi intézményeket is létrehoztak. A bunyevác népi és vallásos hagyományokat korábban egységesen ápoló lakosság most rendszerint két táborra oszlik: saját intézményeik vannak azoknak, akik magukat bunyevác származású horvátnak tartják, és azoknak, akik magukat újabban csak bunyevácnak, esetleg katolikus vallású szerbnek tartják. Mivel a bunyevác származású katolikus klérus tagjai kivétel nélkül kitartanak a bunyevácok horvát identitása mellett, a "bunyevác kérdés" Szerbiában részben antiklerikális jelenségnek is tekinthető. Szószólói általában olyan közéleti személyek, akik nem tartják kapcsolatukat az intézményes egyházzal.
Miután Szerbiában megalakult a Bunyevác Nemzeti Tanács, a Kolo igra tamburica svira című dalt, amelyet 1879-ben Nikola Kujundžić írt, nemzeti himnuszukként jelölték meg, Szabadka város régi zászlaját pedig, a világoskék-fehér lobogót, a szerbiai bunyevácok nemzetiségi zászlójaként fogadták el.
Szabadka képviselő-testülete 2021. március 4-i ülésén elfogadta a javaslatot, hogy a bunyevác nyelv a város negyedik hivatalos nyelve legyen. Ehhez a város statútumának a megváltoztatására lesz szükség. 

### Magyarországon
A bunyevácok és sokácok az Osztrák-Magyar Monarchiában elismert kisebbség voltak, ám a második világháborút követően Magyarország betagolta őket a horvát kisebbségbe. Felső-Bácska hagyományosan bunyevácok által lakott településeinek nagy részén horvát kisebbségi önkormányzatok alakultak. A 2001-es népszámlálás adatainak tükrében a bunyevác származású lakosság túlnyomó többsége horvátnak tartja magát, de voltak olyanok is, akik kifejezetten bunyevácnak vallották magukat.
2006. december 18-án a Magyar Országgyűlés szavazást tartott arról az indítványról, hogy a bunyevácokat ismerjék el önálló nemzeti kisebbségnek Magyarországon. A Országgyűlés döntését a Magyar Tudományos Akadémia állásfoglalására alapozta, melynek értelmében a bunyevác kisebbség önállósulása gyengítené és akár szét is zúzná a horvát kisebbséget; nem szolgálná a szomszéd népekkel, azaz Horvátországgal a jószomszédi kapcsolatot, továbbá minden ország belügye, mely kisebbséget ismer el. Az MTA állásfoglalására való tekintettel a Magyar Országgyűlés elutasította az indítványt (18 igen, 334 nem, 7 tartózkodás mellett). 
2009 májusában a Magyar Tudományos Akadémia új elnöke, Pálinkás József nem tartotta eleve kizártnak a magyarországi bunyevácok önállósodási mozgalmát: „az önálló nemzeti kisebbséggé válás igénye kultúrtörténetileg és bizonyos mértékben nyelvileg is megokolható”.
2010. január 11-én a Nemzeti Választási Bizottság hitelesítette annak a népi kezdeményezésnek az aláírásgyűjtő ívét, mely az önálló nemzetiségként való elismerést szorgalmazza. Az Országos Horvát Önkormányzat ezt megtámadta az Alkotmánybíróságon, de a testület július 14-én elutasította a kifogásait, és zöld utat adott a kezdeményezésnek.
2011. január 12-én a Nemzeti Választási Bizottság megállapította, hogy van annyi érvényes aláírás, amennyi a kezdeményezéshez szükséges. Az Országgyűlésnek 2011. május 14-ig kellett volna döntenie az ügyben, de ezt alkotmányos jogsértéssel, csak 2011. május 16-án tette meg. Akkor az Országgyűlés – 2006 után immár másodszor – elutasította a bunyevác népcsoport hivatalos elismerésére vonatkozó országos népi kezdeményezést (21 igen, 258 nem, 41 tartózkodás). Ennek ellenére egyes bunyevácok tovább folytatják küzdelmüket elismerésükért. A bunyevác nemzeti kisebbség elismerését támogatók között van a szintén bunyevác származású Obádovics J. Gyula matematikus, aki a legutóbbi kérvény elutasítását is felháborodással fogadta.
A magyarországi horvátok a bunyevácok önálló nemzetiségként történő elismerését olyan kísérletnek tartják, amely által – a Szerbiában előállt helyzethez hasonlóan – megpróbálják megosztani a magyarországi horvát kisebbséget. Felmerül az etnobiznisz gyanúja is.
A 2022 novemberére elhalasztott népszámlálásra készülve az Európai Bizottsághoz fordultak, mely „Az ötödik vélemény Magyarországról” című ajánlásában fokozott védelmükre hív fel. „Továbbra is aggályos, hogy néhány, magát bunyevácnak, de nem horvátnak tartó személy hogyan gyakorolhatja a választott identitás jogát – olvashatjuk a Nemzeti Kisebbségek Védelméről Szóló Keretegyezmény Tanácsadó Bizottsága (ACFC) véleményét, továbbá: „A Tanácsadó Bizottság nyomatékosan felszólítja a hatóságokat, hogy tartsák tiszteletben egyes, kizárólag a bunyevác közösséghez csatlakozó személyek szabad identitásválasztásának a jogát, és ne vonják össze őket egy másik csoporttal, amellyel szabad akaratukból nem hajlandók azonosítani magukat.”

### Horvátországban
Horvátországban főleg a Velebit-hegység vidékén élnek ma is bunyevác öntudattal rendelkező családok, ahová a 16. század elején költöztek Hercegovinából. Valószínű a török elnyomás késztette őket szülőföldjük elhagyására. A legkorábbi dokumentumok 1605-től említik őket, amikor a Zrínyiek megengedték összesen 49 bunyevác családnak, köztük Krmpotić, Vojnić és Sladović családoknak (tipikus bunyevác családnevek), hogy Lič nevű helységben letelepedjenek. Közülük néhány család hamarosan tovább költözött az Adriai-tenger partján fekvő Zengg (Senj) városába. Az itt élő bunyevácok alapították később Krivi Put, Krmpote és Alan településeket. A Horvát-tengermellék északi részén élő bunyevácok magukat mind egyértelműen horvátnak tartják. Nyelvjárásuk, családneveik, vallási hagyományaik jelentős része is a később Bácskába települt bunyevácokéhoz hasonlít.

### Lélekszám
Ha eltekintünk a legújabb szerb nemzetiségi politika következményeitől és a Bácskában élő bunyevácokat (a határ mindkét oldalán, tehát Magyarországon és Szerbiában is) egységes nyelvi, vallási és kulturális egységnek tekintjük, a bunyevácok száma megközelíti a százezret.
Azoknak a száma, akik Magyarországon a 2001-es népszámlálás adatai szerint nem horvátnak, hanem kifejezetten bunyevácnak vallották magukat, néhány százra tehető: Baján 263-an, Gara településen 201-en, Katymáron 136-an vallották magukat kifejezetten bunyevácnak. További települések Magyarországon, amelyek bunyevác hagyományokkal rendelkeznek: Csávoly, Felsőszentiván, Bácsalmás, Csikéria, Bácsbokod, Mátételke, Vaskút. Ezeken a településeken a kifejezetten bunyevácként nyilatkozók száma összesen nem éri el a 70-et.
A népszámlálás adataiból kitűnik, hogy a magyarországi Felső-Bácskában a hagyományosan bunyevác települések mindegyikén a bunyevácok többsége horvátnak vallja magát.
A bunyevácokhoz hasonló, részben szintén a Bácskában élő, mégis világosan megkülönböztethető kulturális egységet képző délszláv népcsoport a sokácok.

## Bunyevác nyelv
A bunyevácok nyelvét Szerbiában 2018-ban szabványosított nyelvjárásként ismerik el. Az irodalma gazdag, legfontosabb nyelvészeik Sárcsevics Ambrus, Antunovics József. Történészként Sokcsevits Dénes írt róluk. 
Irodalmi kísérletek körülbelül a 19. században indultak. A bunyevác Magyarországon számos magyar és német jövevényszóval gazdagodott, kiejtését, hanglejtését szintén befolyásolta a magyar nyelv.

## Híres magyarországi bunyevácok
- Dugonics András, az első magyar regény és az első magyar nyelvű matematikakönyv alkotója
- Milassin Bertalan Miklós püspök, Szutsits Pál Mátyás püspök
- Antunovity János püspök, Ijjas-Ikotity József érsek és Budánovics Lajos püspök
- Mészáros Lázár hadügyminiszter
- Latinovits Zoltán színész
- Obádovics J. Gyula matematikus
- a Dunai (Dujmov) testvérek: Dunai János és Dunai Antal Archiválva 2016. június 25-i dátummal a Wayback Machine-ben, Páncsics Miklós, Nikolics Nemanja, Zorán Kuntics és Goran Kopunovics labdarúgók
- Bartók Béla zeneszerzőnek több bunyevác felmenője volt
- Polgár Ernő író (szül. Csupity Ernő)

## Bunyevác nyelvű irodalom
- Peštalić, Grgur: Dostojna plemenite Bačke starih uspomena. 1790.
- Peštalić, Grgur: Utishenje oxalostjenih u sedam pokorni pisama... 1797.
- Jaić, Marijan: Vinac bogoljubnih pisamah… 1852. 370. [XXIV.]
- Šarčević, Ambrozije]: Zbirka mudrih i poučnih izrekah, 1869 (Alba M. Kuntić in Počeci borbe za preporod bačkih Bunjevaca: jedan uspeh akcije kneza Mihaila i Ilije Garašanina za nacionalno oslobođenje i ujedinjenje)
- Šarčević, Ambrozije: Tolmač izvornih, književnih i zemljopisnih jugoslavenskih riči, 1870.
- Šarčević, Ambrozije: Politični i pravosudni riečnik
- Bunjevačke šokačke novine Ed. Antunovich Iván. Kalocsa, Antunovich Iván, 1872.
- Bunjevačka i sokačka vila Ed. Antunovich Iván. Kalocsa, Antunovich Iván, 1875.
- Mandić, Mijo: Prilozi za bunjevačku povist, Subotička Danica, kalendar za 1897. 44.
- Antunović, Ivan: Razprava o podunavnskih i potisanskih Bunjevcih i Šokcih u pogledu narodnom, vjerskom, umnom, građanskom i gospodarskom, P. Vujević, Sombor, 1930, 73.
- Mandić, Mijo: Kako su postale bunjevačke novine i bunjevački kalendari?, Prvi bunjevački kalendar za prostu godinu 1934, Subotica, God. I, 1934. 33–38.
- Bunjevačka i šokačka čitanka za I., II. i III. razred osnovnih škola. Olvasókönyv a bunyevác és sokác tannyelvű népiskolák I., II. és III. osztálya számára. Magyarországi Kisebbségi Népiskolai Tankönyvek sorozat. Budapest: Szent István Társulat, 1939. 116.
- Evetović, Matija: Kulturna Povijest Bunjevacka is Šokaca. Subotica, 1940. Kézirat. Szabadkai Városi könyvtár.
- Bunjevačka i šokačka čitanka za IV., V. i VI.. razred osnovnih škola bunjevčakog i sokačkog nastavnog jezika. Olvasókönyv a bunyevác-sokác tanításnyelvű népiskolák IV., V. és VI. osztálya számára. Budapest: Szent István Társulat, 1943. 144.
- Čitanka ze treči razred narodnih škola bunjevčakog i sokačkog nastavnog jezika. Olvasókönyv a bunyevác és sokác tanítási nyelvű népiskolák harmadik osztálya számára. Magyarországi Kisebbségi Népiskolai Tankönyvek sorozat. Budapest, 1944. 122.
- Dodjite k'meni.... (Molitvenik i pismarica za kršćansko-katolički narod). Ed. Cserháti, Grgur; Pereszlényi, Antun. Društvo Svetog Štipana u Budimpešti: Izdavatelj Apostolkse Svete Stolice, 1962.
- Kikić, Geza: Antologija proze bunjevačkih Hrvata. Zagreb, 1971. 8-14.
- Mitrović, Andrej: Ragranićenje Jugoslavije sa Madarskom i Rumunijom 1919-1920. Prilog proućavanju jugoslovenske politike na konferenciji mira u Parizu. Novi Sad, 1975.
- Georgijević, Svetozar: O imenu Bunjevci, Onomastica Jugoslavica, Zagreb, br. 7, 1978. 184.
- Peić, Marko, Grgo, Bačlija: Rečnik bačkih Bunjevaca. Novi Sad: Matica srpska, Subotica: Subotičke novine, 1990, 445, 80.
- Peić, Marko; Bačlija, Grgo; Petrović, Dragoljub: Imenoslov bačkih Bunjevaca. Novi Sad: Subotica, 1994.
- Malagurski, Lazar: "Pisme i igre u narodnim običajima Bačkih Bunjevaca”. Subotica, 1997.
- Mandic, Miso: Price sa bunjevacki's salasa Cavolj: Csávolyi Horvát Kisebbségi Önkormányzat, 2011. 291.
- Kubatov, Martin: Garski bunjevci Budapest:Croatica, 2012. 375.
- Kujundžić Ostojić, Suzana: Priporodna književnost – Ivan Antunović i njegovi slidbenici = Bunjevci, Subotika.
- Kujundžić Ostojić. Suzana: Od Mihovila Radnića do Ivana Antunovića = Bunjevci, Subotika.
- Raić, Aleksandar; Kujundžić Ostojić, Suzana: Bunjevci izmed asimilacije i nacionalne zajednice. Novi Sad: Udruženje građana "Bunjevci", 2013. 156.
- Kujundžić Ostojić, Suzana: Antropološka funkcija i značenje groktalica kod backih bunjevaca Doktorska disertacija. Beograd, 2016. 333.
- Kujundžić Ostojić, Suzana: Iz istorije i kulture Bunjevaca = Bunjevački Književni Klub. Gornjovarac (2017.6.24.)

## Bibliográfia
- Kujundzic, Ivan:Bunjevacko-sokacka bibliografija. Prilog kulturnoj povijesti bunjevacko-sokackih hrvata Archiválva 2020. június 12-i dátummal a Wayback Machine-ben Zagreb: Jugolslavenska Akademija Znanosti i Umjetnosti, 1969. 768.
- Bunyevác bibliográfia. Szerk. Balázs Ildikó. = Bunyevác Kulturális Intézmény.

## Cikkek, honlapok, intézmények
- Befolyásos hívekkel törnek előre a bunyevácok = Origo, 2010. augusztus 8.
- Ha a székelyek magyarok, horvátok-e a bunyevácok? = NOL.hu, 2011. április 4.
- Nem lesz nemzeti kisebbség itthon a bunyevác = Népszava, 2011. május 17.
- Egymillióan az identitásválasztás szabadságáért. = Magyarinfo, 2011. május 17.
- Matematikáról és bunyevácokról. 85 éves Obádovics J. Gyula = Nyelv és Tudomány, 2012. március 22.
- Obádovics J. Gyula portréja = YouTube (2014)
- Támogatom a Bunyevácok Nemzetiségi Elismertetését Facebook csoport
- Pethő Tibor: Lyoni csipke. Bunyevácok kontra magyar állam = Magyar Nemzet, 2016. június 25., Bunyevácok kontra magyar állam MNO 2016. június 26.
- Balázs Ildikó: Bunyevácok, akiket senki nem akar = Erdélyi Napló, 2016. szeptember 21.
- Antal Tibor: Vállaljuk bunyevácságunkat! = Súgóparti Hírek, 2016. október 14.
- Sokcsevits Dénes: Képek a bajai bunyevácság múltjából. = Bajai Honpolgár, 2017. október – 2018. március. 1. rész, 2. rész, 3. rész, 4.rész, 5. rész.
- Mándics Mihály: A bácskai bunyevácok évfordulói az elmúlt évtizedekben és ma Bajai Honpolgár, 2017. november. 11.
- Kammermann Csaba: A bunyevác(ok) nyelv(e). = Bajai Honpolgár, 2018. április. 6-9.
- Bunyevác tájház, Baja Archiválva 2016. szeptember 20-i dátummal a Wayback Machine-ben
- Bunyevác Kulturális Intézet
- Baja környéki bunyevácok Facebook csoport
- Honlap bunyevác nyelvjárásban
- www.bunyevac.hu/
- croatica.hu